# Чемпіонат світу з трекових велоперегонів 1962
Чемпіонат світу з трекових велоперегонів 1962 проходив з 24 по 28 серпня 1962 року в Мілані, Італія на велодромі Vigorelli. Вперше на чемпіонаті провели змагання з командної гонки переслідування. Усього розіграли 9 комплектів нагород — 7 у чоловіків та 2 у жінок.

## Медалісти

### Чоловіки
Професіонали
| Дисципліна                         | Золото               | Срібло                  | Бронза          |
| Спринт                             | Антоніо Маспес       | Санте Ґаярдоні          | Оскар Платтнер  |
| Індивідуальна гонка переслідування | Хенк Нейдам (6:04.9) | Леандро Фаджін (6:15.7) | Петер Пост      |
| Гонка за лідером                   | Гільєрмо Тімонер     | Поль Депайп             | Лео Вікіхальдер |

Аматори
| Дисципліна                         | Золото                                                 | Срібло                                                    | Бронза                                                                  |
| Спринт                             | Серхіо Б'янкетто                                       | Джузеппе Беґетто                                          | П'єр Трентен                                                            |
| Індивідуальна гонка переслідування | Кай Єнсен                                              | Херман Ван Лоо                                            | Якоб Аудкерк                                                            |
| Командна гонка переслідування      | ФРН Еренфрід Рудольф Бернд Рор Клаус Май Лотар Класґес | Данія Бент Хансен Пребен Ізаксон Кай Єнсен Курд він Штайн | СРСР Арнольд Бельгардт Леонід Колумбет Станіслав Москвін Віктор Романов |
| Гонка за лідером                   | Ромен Де Люф                                           | Хайнц Лойппі                                              | Крістіан Жіско                                                          |

### Жінки
| Дисципліна                         | Золото           | Срібло          | Бронза           |
| Спринт                             | Валентина Савіна | Ірина Кириченко | Джин Данн        |
| Індивідуальна гонка переслідування | Беріл Бертон     | Івонн Рейндерс  | Лідія Тихомирова |

## Загальний медальний залік
| Місце  | Країна          | Золото | Срібло | Бронза | Загалом |
| ------ | --------------- | ------ | ------ | ------ | ------- |
| 1      | Італія          | 2      | 3      |        | 5       |
| 2      | Бельгія         | 1      | 3      |        | 4       |
| 3      | СРСР            | 1      | 1      | 2      | 4       |
| 4      | Данія           | 1      | 1      |        | 2       |
| 5      | Нідерланди      | 1      |        | 2      | 3       |
| 6      | Велика Британія | 1      |        | 1      | 2       |
| 7      | Іспанія         | 1      |        |        | 1       |
| 7      | ФРН             | 1      |        |        | 1       |
| 9      | Швейцарія       |        | 1      | 2      | 3       |
| 10     | Франція         |        |        | 2      | 2       |
| Всього | Всього          | 9      | 9      | 9      | 27      |